# La Ferté-Frênel
Pour les articles homonymes, voir La Ferté (homonymie).
La Ferté-Frênel, parfois graphié La Ferté-Fresnel, est une ancienne commune française, située dans le département de l'Orne en région Normandie, devenue le 1er janvier 2016 une commune déléguée au sein de la commune nouvelle de La Ferté-en-Ouche.
Elle est peuplée de 592 habitants.

## Géographie
La commune est au sud du pays d'Ouche. Son bourg est à 13 km au nord-ouest de L'Aigle, à 17 km à l'ouest de Rugles, à 20 km à l'est de Gacé et à 24 km au sud d'Orbec.
| Anceins      | Anceins         | Anceins  |
| La Gonfrière | La Ferté-Frênel | Gauville |
| La Gonfrière | La Gonfrière    | Gauville |

## Toponymie
L'ancien français ferté désigne une « forteresse ». Frênel, de fresne, « frêne », suffixé du diminutif -el, serait le toponyme antérieur (lieu où poussent des frênes) ; c'est aussi un patronyme. Le village s'appelait à l'origine[Quand ?] Firmitas Fraxinelli[réf. nécessaire].
Le gentilé est Fertois.

## Histoire
La commune de La Ferté-Frênel était déjà occupée dès la préhistoire comme en témoigne un dolmen : la Pierre Couplée.

## Héraldique
| Blason de La Ferté-Frênel | Blason  | Écartelé : au premier d'or à l'aigle de gueules, au deuxième et au troisième de sable plain, au quatrième d'or au lion de gueules ; le tout enfermé dans une bordure crénelée de sinople. |
| Blason de La Ferté-Frênel | Détails | |

## Politique et administration
| Période                                  | Période       | Identité     | Étiquette | Qualité                                                     |
| ---------------------------------------- | ------------- | ------------ | --------- | ----------------------------------------------------------- |
| Les données manquantes sont à compléter. |               |              |           |                                                             |
|                                          |               |              |           |                                                             |
| avant 1988                               | mars 2001     | René Fortier |           |                                                             |
| mars 2001                                | décembre 2015 | Jean Milon   | SE        | Vétérinaire Maire délégué de La Ferté-Fresnel (2016 → 2020) |

Le conseil municipal était composé de quinze membres dont le maire et ses adjoints.

## Démographie
En 2021, la commune comptait 592 habitants. Depuis 2004, les enquêtes de recensement dans les communes de moins de 10 000 habitants ont lieu tous les cinq ans (en 2008, 2013, 2018, etc. pour La Ferté-Frênel) et les chiffres de population municipale légale des autres années sont des estimations.
La Ferté-Frênel a compté jusqu'à 714 habitants en 1999.
| 1793 | 1800 | 1806 | 1821 | 1836 | 1841 | 1846 | 1851 | 1856 |
| ---- | ---- | ---- | ---- | ---- | ---- | ---- | ---- | ---- |
| 386  | 376  | 454  | 459  | 490  | 494  | 472  | 472  | 478  |

| 1861 | 1866 | 1872 | 1876 | 1881 | 1886 | 1891 | 1896 | 1901 |
| ---- | ---- | ---- | ---- | ---- | ---- | ---- | ---- | ---- |
| 491  | 507  | 475  | 506  | 520  | 466  | 484  | 456  | 442  |

| 1906 | 1911 | 1921 | 1926 | 1931 | 1936 | 1946 | 1954 | 1962 |
| ---- | ---- | ---- | ---- | ---- | ---- | ---- | ---- | ---- |
| 414  | 404  | 502  | 469  | 400  | 380  | 436  | 395  | 409  |

| 1968 | 1975 | 1982 | 1990 | 1999 | 2008 | 2013 | 2018 | 2020 |
| ---- | ---- | ---- | ---- | ---- | ---- | ---- | ---- | ---- |
| 451  | 439  | 640  | 666  | 714  | 708  | 642  | 623  | 597  |

## Lieux et monuments

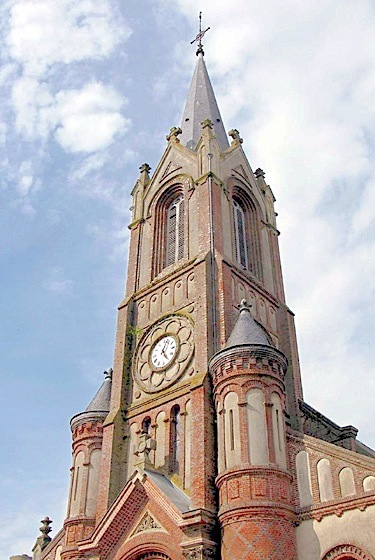
L'église Notre-Dame.

- Le château de La Ferté-Fresnel inscrit aux monuments historiques depuis 1996[17]. En totalité construit pour le marquis de Montault par l'architecte parisien Storez, abondance de décors anciens, fabuleux hall d'entrée, exceptionnelle architecture inspirée du XVIIe siècle, le style Louis XIII.
- Parc de 20 ha à l'anglaise et à la française au sud et à l'ouest du château, également inscrit monument historique[18].
- Colombier du XVIIIe siècle et manoir baronial du XVIIIe siècle entourés de douves dans l'enceinte du château (inscrits MH).
- Un dolmen de la Pierre Couplée classé aux monuments historiques[19], situé à la sortie du village.
- Église Notre-Dame (début XXe siècle) abritant une Vierge de Pitié du XVIe siècle classée à titre d'objet aux monuments historiques[20].

## Distinctions, activité et manifestations

### Label
La commune est un village fleuri (deux fleurs) au concours des villes et villages fleuris.

### Sports
L'Entente sportive du pays d'Ouche (ESPO) fait évoluer une équipe de football en divisions de district.

## Personnalités liées à la commune
- Paul Bunel (1882-1918), photographe et éditeur de cartes postales, né dans cette ville[23].
- Thierry Duvaldestin, entraîneur de sport hippique, installé dans la commune.